# Božanovići
Božanovići (en serbe en écriture cyrillique : Божановићи) est un village de Bosnie-Herzégovine. Il est situé dans la municipalité de Kalinovik et dans la république serbe de Bosnie. Selon les premiers résultats du recensement bosnien de 2013, il compte 50 habitants.

## Démographie

### Évolution historique de la population dans la localité
| 1948 | 1953 | 1961 | 1971 | 1981 | 1991 | 2013 |
| ---- | ---- | ---- | ---- | ---- | ---- | ---- |
| -    | -    | 112  | 104  | 92   | 66,  | 50   |

|  |

### Répartition de la population par nationalités (1991)
En 1991, les 66 habitants du village étaient tous serbes.

## Personnalité
Božanovići est le village natal de Ratko Mladić, qui a été le commandant en chef de l'armée de la République serbe de Bosnie (VRS) pendant la guerre de Bosnie entre 1992 et 1995.